# Belona

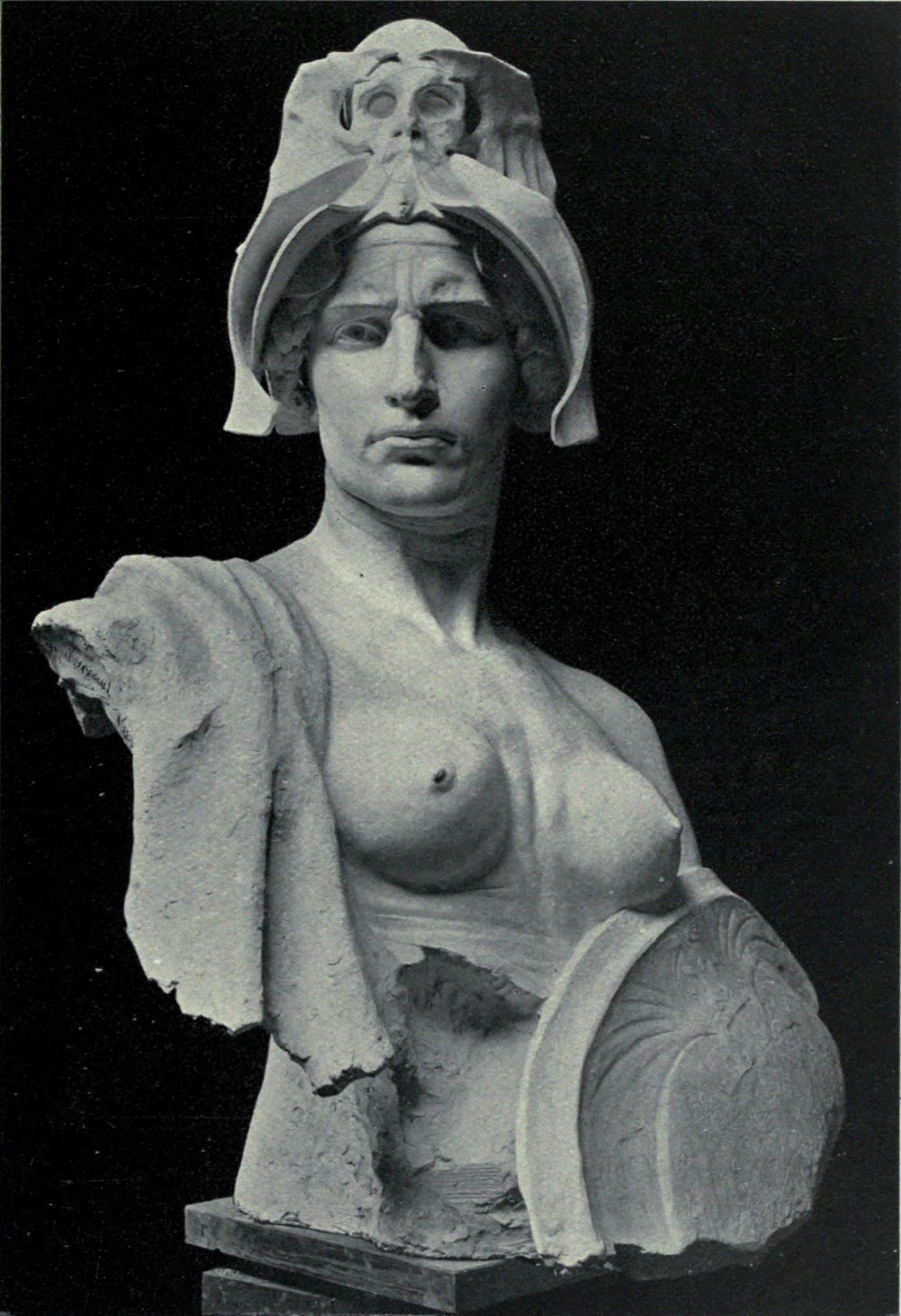
Belona, por Edgar Bertram Mackennal.

En la mitología romana, Belona era la diosa de la guerra (en latín, bellum) y consorte de Marte.  Su equivalente griego sería Enío (horror) y se vuelve más popular que Marte (el equivalente de Ares) allí.
Se creía que era una de las deidades númenes de los romanos (sin una mitología particular y posiblemente de origen etrusco) y muchos suponen que habría sido la deidad romana original de la guerra, precediendo la identificación de Marte con Ares. Su nombre está directamente relacionado con la palabra moderna «beligerante» (literalmente, ‘que lleva a cabo la guerra’, pues se compone de los vocablos bellum -guerra- y gerere -llevar a cabo, realizar-). En el arte, se la representa con casco, coraza, espada, lanza y antorcha.
Políticamente, todas las reuniones del Senado sobre la guerra exterior se celebraban en el templo de Belona (Templum Bellonae) del Monte Palatino (Collis Palatium), fuera del pomerio (pomerium). Este templo fue construido en el 296 a. C. e incendiado en el 48 d. C. La fiesta de Belona se celebraba el 3 de junio.
Los sacerdotes de Belona eran conocidos como belonarios.

## Representaciones

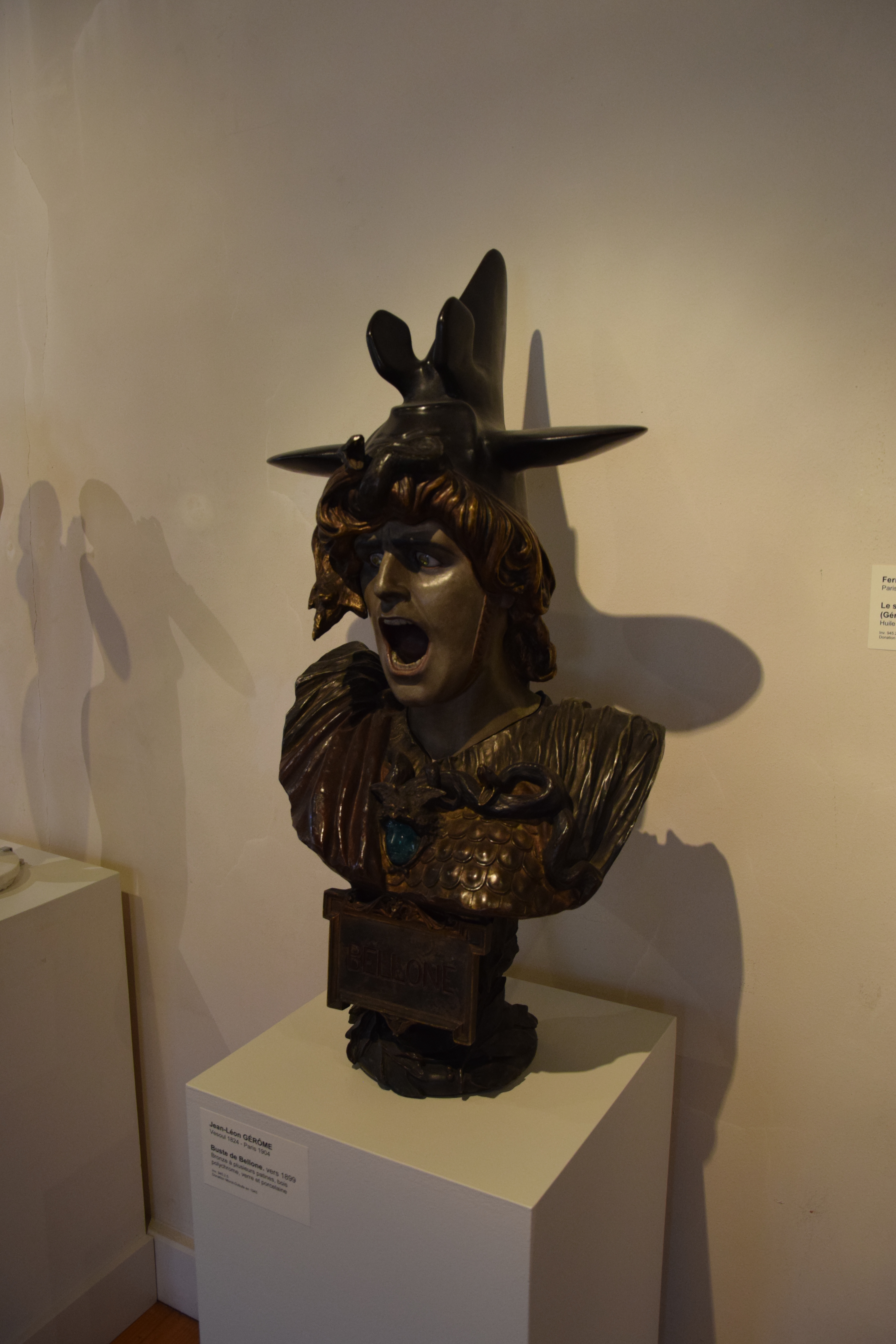
Bellone de Gérôme

Se la representa conduciendo un carro, con una antorcha, una espada o una lanza en la mano, con casco y coraza.
Belona fue retratada desde el Renacimiento por pintores como Rembrandt o Rousseau y escultores como Rodin. Aparece en la conocida escultura de La Marsellesa de François Rude.
Actualmente existe un grupo de las fiestas de Cartagineses y Romanos de Cartagena, las Fuerzas de Choque Extraordinarii, que han adoptado como diosa protectora a Belona, representándola quien la encarna cada año con casco, escudo y lanza.

## Galería de imágenes

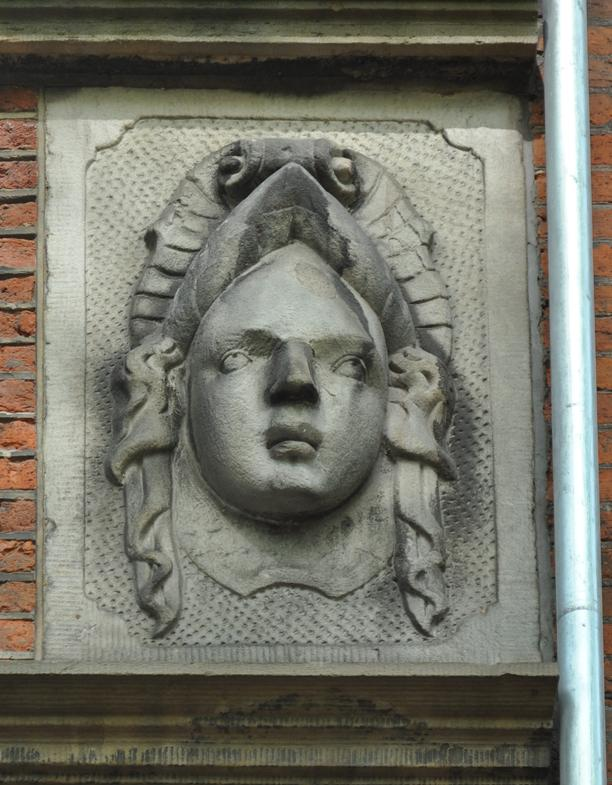
Ornamento de Belona, en Lange Voorhout (La Haya) 1748.
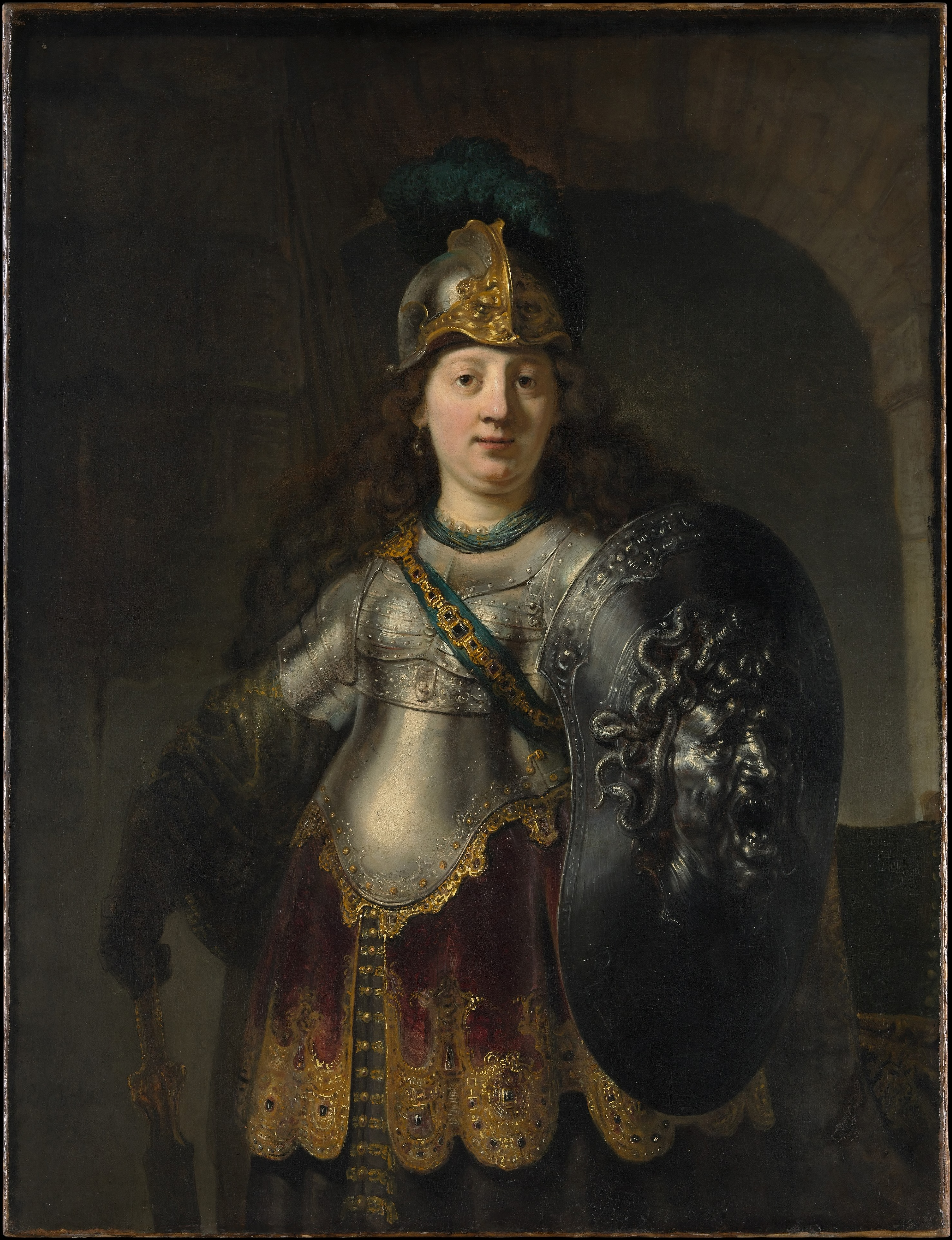
Belona, por Rembrandt. 1633.
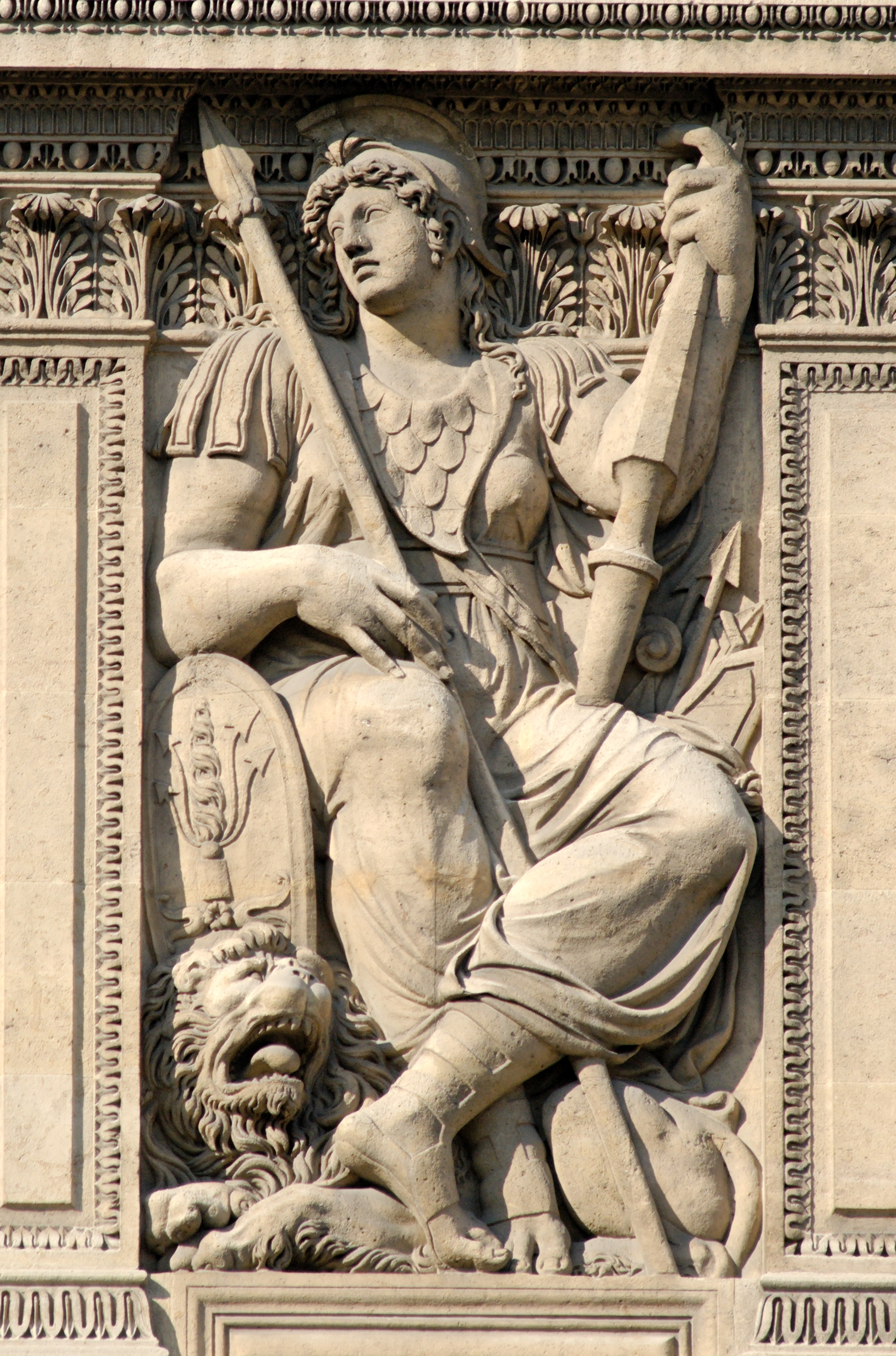
Belona en un relieve del Palacio del Louvre; obra de Jean Goujon.
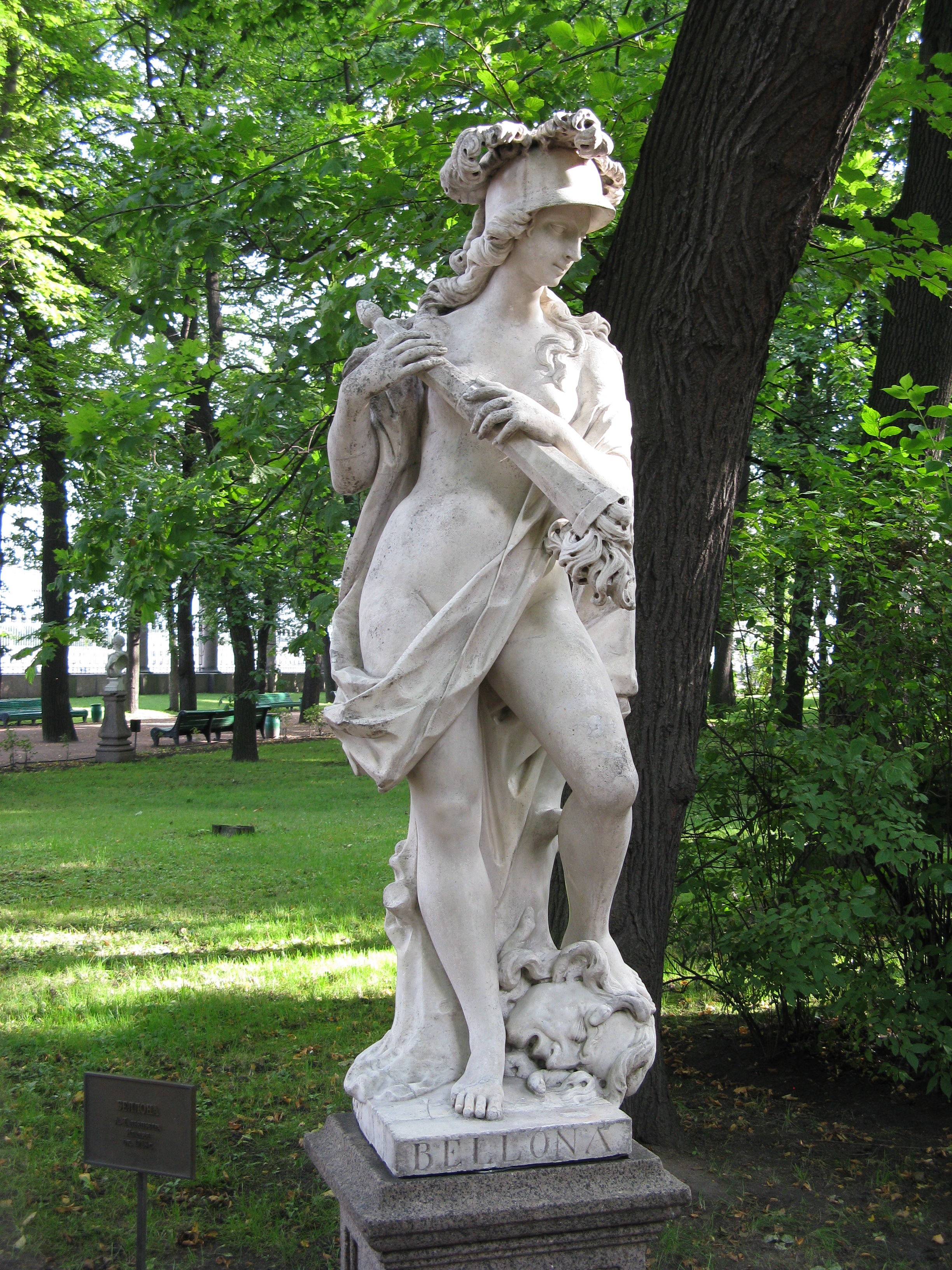
Estatua de Belona en el Jardín de Verano en San Petersburgo.